# Britford
Britford – wieś w Anglii, w hrabstwie Wiltshire. Leży 3 km na południowy wschód od miasta Salisbury i 126 km na południowy zachód od Londynu. W 2001 miejscowość liczyła 509 mieszkańców.